# Commissaire de bord
Un/Une commissaire de bord est, dans la marine marchande, la personne chargée de la gestion des aspects administratifs du navire. 
À bord d'un paquebot, c'est lui qui veille au bien être des passagers et dirige l'équipe de stewards et de cuisiniers.